# Język wuvulu-aua
Język wuvulu-aua (a. aua-viwulu, viwulu-aua) – język austronezyjski używany w prowincji Manus w Papui-Nowej Gwinei, przez mieszkańców wysp Aua, Durour, Maty i Wuvulu. Według danych z 2000 roku posługuje się nim 1560 osób.
Dzieli się na dwa dialekty: aua i wuvulu. Z danych Ethnologue wynika, że różnice między nimi są bardzo nieznaczne. W użyciu jest także tok pisin, a w pewnym zakresie również angielski.
Sporządzono opis jego gramatyki (2015) . W tym języku wydano Nowy Testament. Jest stosowany w edukacji. Zapisywany alfabetem łacińskim. 